# كيفن بارتليت (ملحن)
كيفن بارتليت (بالإنجليزية: Kevin Bartlett)‏ هو ملحن أمريكي، ولد في 1952.

## وصلات خارجية
- كيفن بارتليت على موقع ميوزك برينز (الإنجليزية)
- كيفن بارتليت على موقع ديسكوغز (الإنجليزية)